# Gai Mamili Limetà
Gai Mamili Limetà (en llatí: Caius Mamilius Limetanus) va ser tribú de la plebs l'any 110 aC. Formava part de la gens Mamília, una gens romana d'origen plebeu procedent de Túsculum.
Durant el seu mandat va fer aprovar una llei, la Lex Mamilia de senatoribus per investigar i castigar totes les persones que havien ajudat Jugurta en la seva oposició al senat i havien rebut suborns. Es van nomenar tres quaesitores (jutges especials) per tractar el cas. Aquesta llei va ser el primer cop seriós donat a l'aristocràcia romana després de la mort de Gai Grac. Van ser condemnats molts homes de les més il·lustres famílies, i entre ells, quatre que havien estat cònsols.